# I. Ulászló cseh fejedelem
I. Ulászló (csehül: Vladislav I.), (1065 körül – 1125. április 12., Visěhrad, Prága) cseh fejedelem 1109-től 1117-ig, illetve 1120-tól haláláig.

## Élete
II. Vratiszláv és Svatava fiaként született. Unokabátyja, Szvatopluk meggyilkolása után a főurak emelték trónra bátyja, II. Bořivoj valamint Szvatopluk öccse, II. Fekete Ottó mellőzésével. Uralkodását leginkább Bořivoj trónigénye veszélyeztette, akit III. Boleszláv lengyel fejedelem, valamint a Babenbergek (Bořivoj felesége révén) is támogattak. Ulászlót ekkor V. Henrik császár vette pártfogásába, aki Bořivojt 1100-ban bebörtönöztette. 1110-ben elismerte Henrik fennhatóságát. Másik fivérével, I. Szobeszlávval a következő évben egyezett ki. 1115-ben békét kötött Lengyelországgal, de másik szomszédjával, II. István magyar királlyal ez nem sikerült. Az Olsava folyó mentén vívott ütközet 1116-ban magyar vereséggel végződött. 1117-ben a cseh trónra fivére, II. Borivoj lépett, de Ulászló 1120-ban elűzte őt, és még öt évig uralkodott. Utódjául öccsét, I. Szobeszlávot jelölte ki.

## Családfa

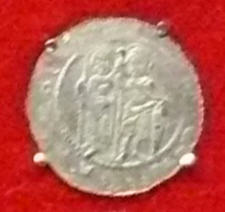
Ulászló dénárja

| I. Břetislav * 1002 † 1055. I. 10. | I. Břetislav * 1002 † 1055. I. 10. |                                           |                                           | Schweinfurti Judit * 1003 † 1058. VIII. 2. | Schweinfurti Judit * 1003 † 1058. VIII. 2. |  |  | I. Kázmér lengyel fejedelem * 1016. VII. 25. † 1058. XI. 28. | I. Kázmér lengyel fejedelem * 1016. VII. 25. † 1058. XI. 28. |                                        |                                        | Kijevi Dobronega * 1016 † 1087 | Kijevi Dobronega * 1016 † 1087 |
|                                    |                                    |                                           |                                           |                                            |                                            |  |  |                                                              |                                                              |                                        |                                        |                                |                                |
|                                    |                                    |                                           |                                           |                                            |                                            |  |  |                                                              |                                                              |                                        |                                        |                                |                                |
|                                    |                                    | II. Vratiszláv * 1032/1033 † 1092. I. 14. | II. Vratiszláv * 1032/1033 † 1092. I. 14. |                                            |                                            |  |  |                                                              |                                                              | Piast Szvatava * 1046/8 † 1126. IX. 1. | Piast Szvatava * 1046/8 † 1126. IX. 1. |                                |                                |
|                                    |                                    |                                           |                                           |                                            |                                            |  |  |                                                              |                                                              |                                        |                                        |                                |                                |
|                                    |                                    |                                           |                                           |                                            |                                            |  |  |                                                              |                                                              |                                        |                                        |                                |                                |
|                                    |                                    |                                           |                                           |                                            |                                            |  |  |                                                              |                                                              |                                        |                                        |                                |                                |

|                                             |                                             | Berg-i Richeza * 1095 k. † 1125. IX. 27. OO | Berg-i Richeza * 1095 k. † 1125. IX. 27. OO | I. Ulászló * 1065 k. † 1125. IV. 12. | I. Ulászló * 1065 k. † 1125. IV. 12. |                      |                      |  |  |
|                                             |                                             |                                             |                                             |                                      |                                      |                      |                      |  |  |
|                                             |                                             |                                             |                                             |                                      |                                      |                      |                      |  |  |
|                                             |                                             |                                             |                                             |                                      |                                      |                      |                      |  |  |
| II. Ulászló fejedelem * 1117 † 1174. I. 18. | II. Ulászló fejedelem * 1117 † 1174. I. 18. | Děpolt * 1118 k. † 1167. VIII. 14./15.      | Děpolt * 1118 k. † 1167. VIII. 14./15.      | Henrik † 1169 után                   | Henrik † 1169 után                   | Szvatava † 1146 után | Szvatava † 1146 után |  |  |

## Külső hivatkozások
- Bohemia. VRATISLAV II 1061-1093, BRĔTISLAV II 1092-1100, BOŘIWOJ II 1101-1107, 1117-1120, VLADISLAV I 1109-1125, SOBĚSLAV I UDALRICH 1125-1140, ULRICH 1165-1177, SOBĚSLAV II 1173-1178, WENZEL II 1191-1192, HEINRICH BRĔTISLAV 1193-1197 (angol nyelven). Foundation for Medieval Genealogy. (Hozzáférés: 2010. december 15.)